# Ціттель Клаус
Ціттель Клаус (нім. Zittel Claus), нар. в 1965 р. — німецький філософ, фахівець з досліджень філософії Фрідріха Ніцше, професор Штутгартського університету (Universität Stuttgart).

## Біографія
Після закінчення гімназії Клаус Ціттель вивчав філософію, германістику, психоаналіз, історію мистецтв в університетах імені Й. В. Гьоте (Франкфурт на Майні, ФРН) та Піза (Італія). В цей час він публікує свою першу монографію під назвою «Фігури само-зняття у Ніцше» (1995).  В 1999 р. Клаус Ціттель захистив в університеті ім. Й. В. Гьоте (Франкфурт на Майні) докторську дисертацію на тему «Естетичний розрахунок „Так говорив Заратустра“ Фрідріха Ніцше», яка вийшла у наступному році у серії «Ніцше в дискусії» (Nietzsche in der Diskussion) у Вюрцбурзі.
З 1999 р. по 2007 р., Клаус Ціттель був науковим співробітником в університеті ім. Й. В. Гьоте (Франкфурт на Майні). В 2007—2009 рр. він був одним із керівників дослідницького проекту «Форми генерування естетичного знання в ранній Новий час». Також з 1999 р. по 2011 р. Клаус Ціттель займав посаду професора новітнього німецького літературознавства в Університеті Ольштин (Uniwersytet Warminsko-Mazurski w Olsztynie), Польща. В 2007—2012 рр. він був науковим співробітником у Культурно-історичному інституті у Флоренції (Італія).
Після захисту габілітаційної дисертації в 2009 р. Клаус Ціттель був спочатку приват-доцентом в Інституті філософії в університеті ім. Й. В. Гьоте (Франкфурт на Майні), потім в 2010 р. заміщував посаду професора філософії наук в Технічному університеті Дармштад (TU Darmstadt), а в 2011—2014 рр. був гостьовим професором в Інституті німецької та нідерландської філології у Вільному університеті Берліну (FU Berlin), нарешті в осінньому семестрі 2012 р. працював професором в Пекінському університеті (Китай). 

З 2014 р. Клаус Ціттель є професором філософії та заступником директора Штутгартського дослідницького центру з вивчення текстів (SRC Text Studies) при Штутгартському університеті. В 2015—2016 р. він був гостьовим професором в університеті Падуя (Італія), а в 2017 р. — в університеті Верона (Італія), в останні роки також є професором (Professore Associato) Венеційського університету (Італія).
Серед основних напрямків наукових досліджень Клауса Ціттеля — філософія Нового часу (Френсіс Бекон, П'єр Ґассенді, Рене Декарт), філософія та естетика Фрідріха Ніцше та її впливи, філософія науки (Людвік Флек та ін.). Різні публікації Клауса Ціттеля виходили друком не лише німецькою мовою, але також італійською, польською, англійською, французькою, португальською та українською мовами.

## Основні публікації
- Selbstaufhebungsfiguren bei Nietzsche / Claus Zittel. Würzburg: Königshausen & Neumann, 1995. 111 S.
- Das ästhetische Kalkül von Friedrich Nietzsches «Also sprach Zarathustra» / Claus Zittel. Würzburg: Königshausen & Neumann, 2000. 261 S.
- Wissen und soziale Konstruktion / hrsg. von Claus Zittel. Berlin: Akademie-Verl., 2002. 301 S.
- Philosophies of technology: Francis Bacon and his contemporaries / ed. by Claus Zittel. Leiden: Brill, 2008. 2 vol.
- Theatrum philosophicum: Descartes und die Rolle ästhetischer Formen in der Wissenschaft / Claus Zittel. Berlin: Akademie-Verl., 2009. 431 S.
- Das ästhetische Kalkül von Friedrich Nietzsches «Also sprach Zarathustra» / Claus Zittel. 2., durchgesehene Auflage. Würzburg: Königshausen & Neumann, 2011. 247 S.
- Anschauung und Begriff: Grundzüge eines Systems der Begriffsbildung / Max Brod/Felix Weltsch ; herausgegeben und eingeleitet von Claus Zittel. Berlin ; Boston: de Gruyter, 2017. XXXI, 231 S.
- Literarische Denkformen / Marcus Andreas Born, Claus Zittel (Hg.). Paderborn: Wilhelm Fink, 2018. 329 S.
- Absolute Prosa: Elohim, Nämlich, Die Zauberflöte und andere Texte / Paul Adler ; herausgegeben von Claus Zittel unter Mitarbeit von Fabian Mauch. Düsseldorf: C.W. Leske Verlag, 2018. 453 S.
- Max Bense: Werk — Kontext — Wirkung / Andrea Albrecht, Masetto Bonitz, Alexandra Skowronski, Claus Zittel (Hrsg.). Stuttgart: J.B. Metzler, 2019. XIV, 372 S.
- Ludwik Fleck. Denkstile und Tatsachen: gesammelte Schriften und Zeugnisse / Hrsg. und komm. von Sylwia Werner und Claus Zittel. 3. Auflage. Berlin: Suhrkamp, 2019. 682 S.
- Il calcolo estetico di Così parlò Zarathustra / Claus Zittel ; traduzione italiana di Annamaria Lossi. Pisa: Edizioni ETS, 2020. 327 S.
- Oskar Loerke. Der Oger: Roman / herausgegeben von Dieter Heimböckel und Claus Zittel. Düsseldorf: C.W. Leske Verlag, 2021. 455 S.
- Theodor W. Adorno, Schein — Form — Subjekt — Prozeßcharakter — Kunstwerk: textkritische Edition der letzten bekannten Überarbeitung des I. Kapitels der «Kapitel-Ästhetik» / herausgegeben von Martin Endres, Axel Pichler und Claus Zittel. Berlin ; Boston: De Gruyter, 2021. 2 vol.

Переклади українською мовою:
- Ціттель Клаус, Френсіс Бекон: велике відновлення / З німецької мови переклав Володимир Абашнік // Новий органон (1620) та університетська філософія. До 400-річчя виходу трактату «Новий органон» Френсіса Бекона". Матеріали міжнародної наукової конференції, 18–19 грудня 2020 р. Харків: ХНУ імені В. Н. Каразіна, 2021. С. 136—144. http://philosophy.karazin.ua/ua/news/news/konfer_bacon3_finish.pdf
- Ціттель К. Діалог Фрідріха Ніцше між монологом та багатоголоссям /  Переклад з німецької мови Володимира Абашніка // Людина, суспільство, комунікативні технології. Матеріали Х Міжнародної науково-практичної конференції, м. Харків, 27–28 жовтня 2022 р. Міністерство освіти і науки України, Інститут філософії імені Григорія Сковороди НАН України, Український державний університет залізничного транспорту. Харків, 2022. С. 108—113.